# Gliese 14
Gliese 14 is een hoofdreeksster van het type K, gelegen in het sterrenbeeld Andromeda op 47,91 lichtjaar van de Zon. De ster heeft een baansnelheid rond het galactisch centrum van 40,9 km/s.